# Colosseum LiveS - The Reunion Concerts
Colosseum LiveS - The Reunion Concert è un concerto della band rock/blues inglese Colosseum tenutosi nel 1994 in occasione della riformazione del gruppo, da cui sono stati ricavati un CD ed un DVD.

## Il disco
L'album è la registrazione del concerto che si tenne all'E-Werk di Colonia, Germania, il 28 ottobre 1994, dopo 23 anni dallo scioglimento della band, avvenuto nel 1971. Vennero suonate alcuni dei più famosi pezzi del gruppo, compresa Valentyne Suite. Inoltre, Jon Hiseman si cimentò in un lungo assolo di batteria. Da allora i Colosseum sono tornati attivi con vari albums e concerti in tutta l'Europa.

## Tracce

### Disco 1 - The Reunion Concert
1. Those About To Die – 5:06
2. Elegy – 4:17
3. The Valentyne Suite – 20:41
4. Theme for an Imaginary Western – 6:30
5. Machine Demands Another Sacrifice – 2:02
6. Jon Hiseman's Solo Colonia – 12:27
7. Lost Angeles – 13:22
8. Stormy Monday Blues – 12:11

### Disco 2 - Live Cologne 1994
1. Those About to Die – 5:22
2. Skelington – 12:24
3. Rope Ladder to the Moon – 9:41
4. Lost Angeles – 13:22
5. Walking in the Park – 6:36

## DVD
1. Those About to Die
2. Skelington
3. Elegy
4. Tanglewood '63
5. The Valentyne Suite
6. January's Search
7. February's Valentyne
8. The Grass Is Always Greener
9. Rope Ladder to the Moon
10. Theme for An Imaginary Western
11. The Machine Demands Another Sacrifice
12. Jon Hiseman's Solo Colonia
13. Lost Angeles
14. Stormy Monday Blues
15. Walking in the Park

## Formazione
- Jon Hiseman - batteria
- Chris Farlowe - voce
- Dick Heckstall-Smith - sassofono tenore e soprano
- Clem Clempson - chitarra elettrica, voce
- Dave Greenslade - organo Hammond
- Mark Clarke - basso elettrico, voce

## Strumentazione
- Batteria: Pearl drum, piatti e gongs Paiste
- Chitarre: Fender guitars
- Organo: Hammond A-100
- Tastiere: Roland U20, EMU Proteus 2
- Bassi: Fender, amplificatori Hartke